# Stenoma ferculata
Stenoma ferculata es una especie de polilla del género Stenoma, orden Lepidoptera.
Fue descrita científicamente por Meyrick en 1922.

## Distribución
Se distribuye por Guayana Francesa.